# Le Miroir
Le Miroir és un municipi francès al departament de Saona i Loira (regió de Borgonya - Franc Comtat). L'any 2007 tenia 537 habitants.

## Demografia

### Població
El 2007 la població de fet de Le Miroir era de 537 persones. Hi havia 220 famílies, de les quals 64 eren unipersonals (24 homes vivint sols i 40 dones vivint soles), 72 parelles sense fills, 68 parelles amb fills i 16 famílies monoparentals amb fills.
La població ha evolucionat segons el següent gràfic:

### Habitatges
El 2007 hi havia 276 habitatges, 224 eren l'habitatge principal de la família, 30 eren segones residències i 22 estaven desocupats. 264 eren cases i 11 eren apartaments. Dels 224 habitatges principals, 179 estaven ocupats pels seus propietaris, 42 estaven llogats i ocupats pels llogaters i 3 estaven cedits a títol gratuït; 16 tenien dues cambres, 40 en tenien tres, 76 en tenien quatre i 92 en tenien cinc o més. 206 habitatges disposaven pel capbaix d'una plaça de pàrquing. A 81 habitatges hi havia un automòbil i a 117 n'hi havia dos o més.

### Piràmide de població
La piràmide de població per edats i sexe el 2009 era:
| Homes | Edats   | Dones |
| ----- | ------- | ----- |
| 4     | 95 o +  | 4     |
| 4     | 90 a 94 | 0     |
| 4     | 85 a 89 | 8     |
| 0     | 80 a 84 | 8     |
| 12    | 75 a 79 | 20    |
| 16    | 70 a 74 | 8     |
| 12    | 65 a 69 | 16    |
| 28    | 60 a 64 | 12    |
| 8     | 55 a 59 | 8     |
| 20    | 50 a 54 | 32    |
| 8     | 45 a 49 | 16    |
| 8     | 40 a 44 | 12    |
| 32    | 35 a 39 | 20    |
| 16    | 30 a 34 | 16    |
| 12    | 25 a 29 | 24    |
| 4     | 20 a 24 | 8     |
| 12    | 15 a 19 | 4     |
| 8     | 10 a 14 | 8     |
| 8     | 5 a 9   | 20    |
| 20    | 0 a 4   | 12    |

## Economia
El 2007 la població en edat de treballar era de 336 persones, 252 eren actives i 84 eren inactives. De les 252 persones actives 239 estaven ocupades (135 homes i 104 dones) i 13 estaven aturades (6 homes i 7 dones). De les 84 persones inactives 34 estaven jubilades, 20 estaven estudiant i 30 estaven classificades com a «altres inactius».

### Ingressos
El 2009 a Le Miroir hi havia 233 unitats fiscals que integraven 558 persones, la mediana anual d'ingressos fiscals per persona era de 16.948 €.

### Activitats econòmiques
Dels 15 establiments que hi havia el 2007, 3 eren d'empreses de fabricació d'altres productes industrials, 3 d'empreses de construcció, 1 d'una empresa de comerç i reparació d'automòbils, 1 d'una empresa de transport, 2 d'empreses d'hostatgeria i restauració, 1 d'una empresa financera, 3 d'empreses de serveis i 1 d'una entitat de l'administració pública.
Dels 5 establiments de servei als particulars que hi havia el 2009, 1 era un taller de reparació d'automòbils i de material agrícola, 1 paleta, 1 guixaire pintor i 2 fusteries.
L'any 2000 a Le Miroir hi havia 25 explotacions agrícoles que ocupaven un total de 1.170 hectàrees.

## Equipaments sanitaris i escolars
El 2009 hi havia una escola elemental integrada dins d'un grup escolar amb les comunes properes formant una escola dispersa.

## Poblacions properes
El següent diagrama mostra les poblacions més properes.